# Аватар (филм)
Вижте пояснителната страница за други значения на Аватар.
„Аватар“ (на английски: Avatar) е американски епичен научнофантастичен филм от 2009 г., режисиран, написан, продуциран и съмонтиран от Джеймс Камерън. Главните роли са изпълнени от Сам Уортингтън, Зоуи Салдана, Стивън Ланг, Мишел Родригес и Сигорни Уийвър.
Работата по филма започва през 1994 г., когато Камерън написва сценарий от 114 страници. Снимките трябвало да започнат след завършването на „Титаник“ и да приключат през 1999 г., но според режисьора „било необходимо филмовата технология да навакса“. В началото на 2006 г. Камерън развива сценария за езика и културата на Пандора, като кани д-р Пол Фромър, професор по лингвистика в Университета на Южна Калифорния, да създаде изцяло нов език, специално предназначен за На'ви. Впоследствие той създава не само езика, но измисля и граматиката му, начина на произношение и писане. Джеймс Камерън заявява, че ако с „Аватар“ има успех, са планирани още две негови продължения.
Историята във филма стартира през 2154 г. и фокусира епичен конфликт на луната Пандора, който се води между местните триметрови хуманоидни същества – На`ви и земните колонисти. Поради силно токсичната атмосфера на луната хората са принудени да използват Аватари – изкуствено създадени тела от ДНК на определен човек и ДНК на местните На'ви. Човекът, от когото е взета ДНК, е единственият, който може да управлява Аватара си. Хората използват аватарите главно за да комуникират с На'ви и за да изучават заобикалящата ги среда.
Премиерата на филма се състои в Лондон на 10 декември 2009 г. и е пуснат в Съединените щати на 18 декември.
Филмът е пуснат на традиционните 2-D и 3-D формати, наред с IMAX 3D. Официалният му бюджет възлиза на 237 милиона щатски долара, според други изчисления разходите възлизат между 280 – 310 милиона щатски долара при продуциране и 150 милиона щатски долара за маркетинг. Според някои с този филм се ознаменува ново начало в развитието на филмовата технология и индустрия.
„Аватар“ e бил филмът, събрал най-много приходи от кинопрожекции в историята на киното в продължение на 10 години – от 2009 до 2019, когато е задминат от Отмъстителите: Краят. В САЩ филмът прекарва 7 седмици начело на класацията по приходи и събира общо 760,5 милиона щатски долара. От прожекции в останалата част на света филмът събира още 2,03 милиарда щатски долара и общите му приходи са 2,790 милиарда щатски долара. За успеха на филма допринасят и по-високите цени на билетите за 3-D и IMAX прожекциите в сравнение с нормалните прожекции.
Поради огромния успех на „Аватар“, е планирано заснемането на няколко продължения. През април 2016 г., Джеймс Камерън обявява пред сайта CinemaCon, че са планирани четири продължения на филма, които ще бъдат снимани едновременно.
След успеха на първия филм, Камерън се подписва с „Туентиът Сенчъри Фокс“ да продуцира четири продължения – „Аватар: Природата на водата“ и „Аватар 3“, които са завършени основните заснемания, и са насрочени да бъдат пуснати съответно на 16 декември 2022 г. и 20 декември 2024 г., а последващите продължения са насрочени да са пуснати съответно на 18 декември 2026 г. и 22 декември 2028 г.

## Персонажи

### Хора
- Сам Уортингтън – ефрейтор Джейк Съли, инвалидизиран морски пехотинец, който става част от програма „Аватар“. Камерън избира австралийския актьор, след като търси из света обещаващи млади изпълнители. Уортингтън се подписал да участва във вероятните две продължения на филма.
- Сигорни Уийвър – д-р Грейс Огъстин, ботаник и ръководител на програма „Аватар“. Тя е наставник на Джейк Съли и съдейства за мирните отношения с на`ви, основавайки училище, в което да им преподава английски език.
- Мишел Родригес – Труди Чейкън, пилот от морската пехота. Камерън искал да работи с младата актриса още като я видял във филма Girlfight.
- Джовани Рибизи – върховния администратор Паркър Селфридж, основен антагонист във филма. Той е отговарящ за операцията по минни разработки на планетата. Пример за образ с пасивно-агресивен характер.
- Джоел Дейвид Мур – Норм Спелман, биолог, който изучава растителността и природата на Пандора като част от програма Аватар. Пристига на планетата по едно и също време с Джейк Съли и заедно поемат контрол над аватарите си.
- Стивън Ланг – полковник Майлс Куаритч, един от основните антагонисти. Преди години Ланг се явил на неуспешно за него прослушване за роля във филма на Джеймс Камерън „Пришълците“ (1986 г.), но режисьорът си спомня за него по време на кастинга за „Аватар“ и му дава ролята на Майлс Куаритч.
- Дилип Рао – д-р Макс Пател, учен, който работи по програма „Аватар“.
- Мат Джералд – редник Лайл Уейнфлит

### На`ви
- Зоуи Салдана – Нейтири, дъщеря на вожда на На`ви, която е привлечена от Джейк заради неговата смелост. Подобно на Уорингтън тя също е сключила договор за участие в евентуалните продължения на Аватар.
- Си Си Ейч Паундър – Мо`ат, духовен лидер на На`ви, майка на Нейтири и съпруга на вожда Ейтукан.
- Лаз Алонсо – Цу`Тей, наследник на вожда на Оматикая и годеник на Нейтири, въпреки че тя избира Джейк пред него.
- Уес Стъди – Ейтукан, вожд на На`ви от клана Оматикая, съпруг на Мо`ат и баща на Нейтири.
- Питър Менса – Окуи, вожд на клана На`ви от равнините.

## Продължения
Двете продължения на „Аватар“ са първоначално потвърдени след успеха на първия филм, този брой впоследствие беше разделен до четири. Техните съответни премиерни дати са насрочени предишно за 17 декември 2021 г., 22 декември 2023 г., 19 декември 2025 г. и 17 декември 2027 г. По време на пандемията от COVID-19, премиерните дати на четирите продължения са отменени, техните съответни премиерни дати са преместени на 16 декември 2022 г., 20 декември 2024 г., 18 декември 2026 г. и 22 декември 2028 г. Камерън е режисирал, продуцирал или писал сценария на четирите продължения, а Джош Фрийдман, Рик Джафа, Аманда Силвър и Шейн Салерно се заемат в сценарния процес на продълженията, преди да завършат разделените сценарии, правейки евентуалния надпис за сценария за всеки филм неясни.
Снимките за първите две продължения започват през септември 2017 г. Сам Уортингтън, Зоуи Салдана, Джовани Рибизи, Джоел Дейвид Мур, Дилип Рао и Си Си Ейч Паундър повтарят всичките си роли, както и Стивън Ланг и Мат Джералд, които са въпреки за смъртта на героите им в първия филм. Сигорни Уийвър се завръща с нова героиня на име Кири, която е осиновената дъщеря на Джейк и Нейтири.

## В България
В България филмът е пуснат на 17 декември 2009 г. от Александра Филмс.
През 2010 г. е издаден на DVD и Blu-ray от А+Филмс.
На 18 октомври 2013 г. е пуснат отново по кината в 4DX формат.
На 4 януари 2015 г. е излъчен премиерно по bTV в неделя от 20:00 ч..
На 23 септември 2022 г. е отново пуснат по кината във „Форум Филм България“ с дублирана и субтитрирана версия.

### Войсоувър дублаж
| Обработка           | „Медиа Линк“                                                         |
| ------------------- | -------------------------------------------------------------------- |
| Озвучаващи артисти  | Ани Василева Татяна Захова Васил Бинев Силви Стоицов Димитър Иванчев |
| Преводач            | Милена Сотирова                                                      |
| Тонрежисьор         | Стамен Янев                                                          |
| Режисьор на дублажа | Михаела Минева                                                       |

### Синхронен дублаж
| Роля                   | Изпълнител |
| ---------------------- | --- |
| Джейк Съли             | Петър Бонев |
| Нейтири                | Ева Данаилова |
| Грейс Огъстин          | Елена Бойчева |
| Полковник Майлс Куорич | Светломир Радев |
| Труди Чейкън           | Мариета Петрова |
| Паркър Селфридж        | Тодор Николов |
| Норм Спелман           | Явор Караиванов |
| Моат                   | Ася Рачева |
| Цу'тей                 | Николай Върбанов |
| Д-р Макс Пател         | Росен Русев |
| Лайл Уенфлийт          | Димитър Ангелов |
| Други гласове          | Анатолий Божинов Елена Моллова Елина Илиева Георги Стоянов Живко Джуранов Иван Николов Константин Лунгов Мартин Методиев Надежда Панайотова Надя Полякова Пламен Чернев Цветослава Симеонова |

| Обработка                       | Александра Аудио (2022)                  |
| ------------------------------- | ---------------------------------------- |
| Режисьор на дублажа             | Петър Върбанов                           |
| Преводач                        | Силвия Вълкова                           |
| Тонрежисьори                    | Петър Костов Пламен Чернев Полина Митева |
| Творчески директор              | Венета Янкова                            |
| Микс студио                     | Shepperton International                 |
| Продуцент на българската версия | Disney Character Voices International    |

## Филми от поредицата за „Аватар“
Поредицата „Аватар“ включва 3 филма:
- „Аватар“ (2009)
- „Аватар: Природата на водата“ (2022)
- „Аватар: Огън и пепел“ (2025)